# Saltsten
För mineralet, se Halit

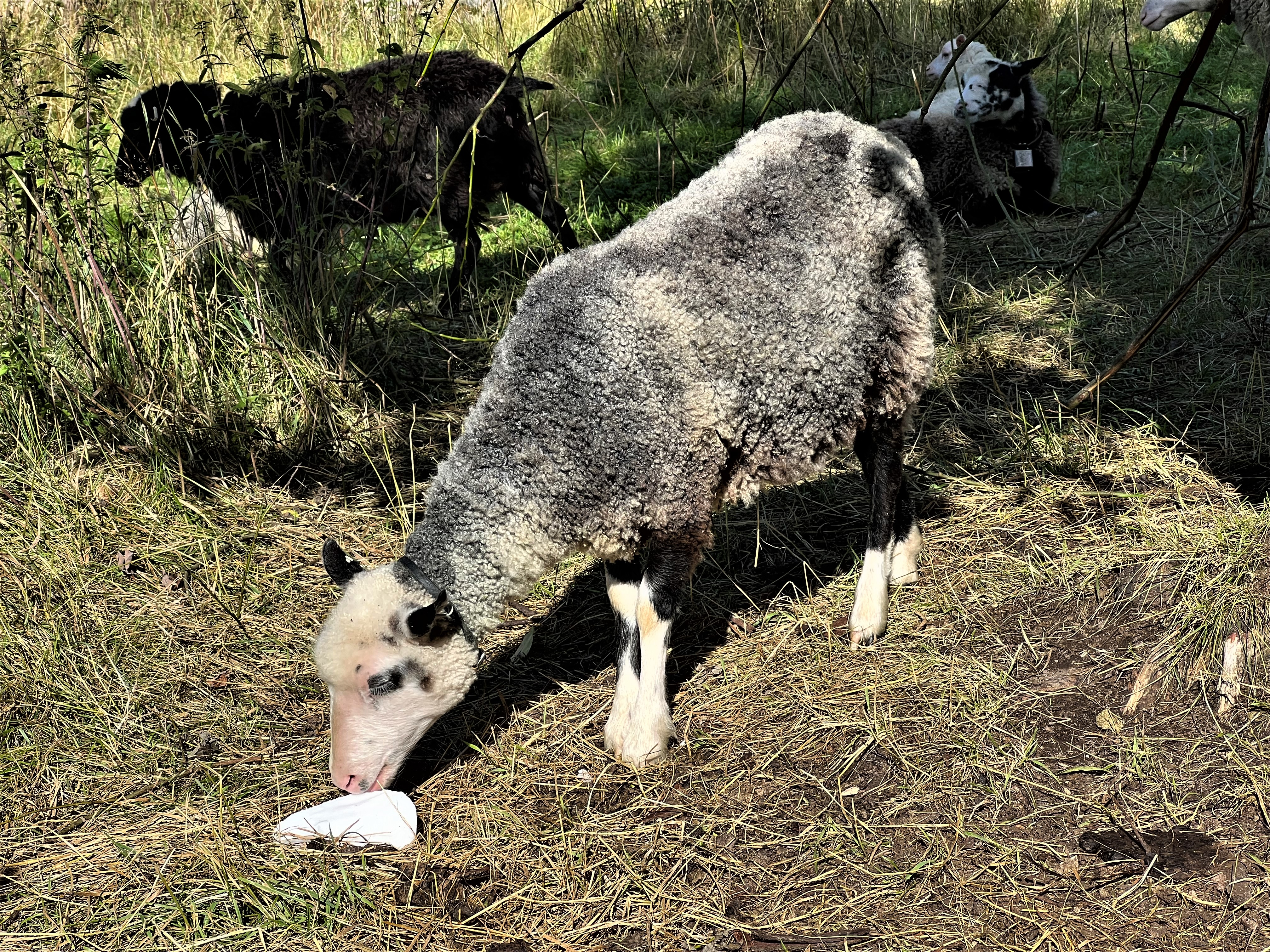
Svärdsjöfår i Dikarbackens kulturreservat i Falun slickar på en saltsten.

Saltsten är ett block av mineraliska salter, som oftast består av sammanpressad koksalt, ibland uppblandat med andra mineralämnen. Saltsten erbjuds oftast till djur att slicka på så att deras salthalt i blodet skall hållas jämn. Djuren känner själv av om de behöver saltet eller inte.
Saltsten är olika för olika djur och erbjuds ofta hästar och nötkreatur men finns även anpassade i innehåll och storlek för djur som hamstrar eller kaniner.